# Teilautonome Arbeitsgruppe
Teilautonome Arbeitsgruppen (TAG) bieten den Mitarbeitern die Möglichkeit, in sozio-technischen Einheiten (Arbeitssystem) selbständig im Sinne von „Gruppenarbeit“ zu handeln und zu entscheiden.
Neben Ausführungstätigkeiten werden einer TAG auch Organisations- und Planungs-, Instandhaltungs- sowie Kontrollaufgaben übertragen. Die TAG bestehen aus mehreren Mitarbeitern aus verschiedenen hierarchischen Ebenen im Unternehmen. Die Gruppe organisiert sich selbständig, das heißt, sie verteilt die anfallenden Aufgaben selbständig auf die Gruppenmitglieder. Das Konzept vereint die Gedanken des Jobenlargements (Arbeitserweiterung), Jobenrichment (Arbeitsbereicherung). Siehe auch: Arbeitsstrukturierung. Die Qualität der Arbeit wird in der Regel damit verbessert.
Mitglieder einer TAG werden in der Regel formal von der Unternehmensführung benannt, oder sie finden sich selber zusammen. Letzteres entspricht mehr dem Gedanken der Selbstbestimmung und wäre daher vorzuziehen.
Die Idee der teilautonomen Arbeitsgruppen wurde zuerst in Japan in breiterem Umfang realisiert. In Deutschland gab es im Rahmen des Forschungsprogramms „Humanisierung des Arbeitslebens (HdA)“ viele erfolgreiche Ansätze, sie konnte sich aber trotz nachgewiesener wirtschaftlicher Erfolge lange nicht durchsetzen.
Insbesondere Toyota hat diese Form der Zusammenarbeit erfolgreich im Rahmen der „Lean Production“ kultiviert und sie zu einer wesentlichen Arbeitsorganisation in seinen Automobilwerken gemacht. Man muss allerdings beachten, dass die japanische Grundeinstellung zur Arbeit nicht mit der deutschen vergleichbar ist. Japan ist eines der kollektivistisch am stärksten geprägten Länder. Japaner sehen sich oft nicht so ausgeprägt als Individuum, sondern eher als Teil einer Gruppe. Hier ist die Gruppe Mittel zur Individualisierung. Das japanische Erfolgskonzept kann deshalb nicht ohne Weiteres übertragen werden. In der Theorie gelten teilautonome Arbeitsgruppen als das „non plus ultra“ moderner Personalentwicklung. In der Praxis sind die Strukturen der Gruppen allerdings mitunter kritisch zu betrachten, da Gruppenmitglieder aus verschiedenen Intentionen einer Arbeitsgruppe beitreten können. Daher ist es sinnvoll, die Kompetenzen der TAG auch auf die Personalauswahl auszudehnen, was entsprechende Koordinationskompetenzen seitens der Personalwirtschaft erfordert.
Positiv ist sicherlich, wenn seitens der Beschäftigten konkretes Interesse an der Aufgabenstellung besteht. Problematisch wird es allerdings, wenn Gruppenmitglieder meinen, sich unter dem Deckmantel der Gruppe verstecken zu können und ihre Arbeitsleistung zurückfahren (vgl. Trittbrettfahrer-Effekt, Sucker-Effekt, Ringelmann-Effekt, Soziales Faulenzen etc.). Des Weiteren besteht die Gefahr, dass Unternehmensführungen das arbeitsorganisatorische Konzept der TAG als Mittel zur kurzfristigen Profitmaximierung missverstehen, oder ohne die notwendige Vorbereitung und Bereitschaft zur Delegation von Aufgaben einzuführen versuchen. Weiterhin kann es passieren, dass sich Manager oder Gruppenmitglieder profilieren wollen und Gruppenarbeit als eine Plattform dafür ansehen.
Nicht zu vergessen sind „konservative“ Mitarbeiter, die mit ihrer Arbeit bislang zufrieden waren (Problematik der Arbeitszufriedenheit) und auf Grund mangelhafter Einfühlungskompetenz vom Management genötigt werden, in einer Arbeitsgruppe erweiterte Aufgaben wahrzunehmen. Besonders bei älteren Mitarbeitern oder geringfügig Beschäftigten kann sich hier Angst verbreiten, da sie nicht mehr die gewohnte Arbeit ausführen können, sondern dann oft unter Druck neue Dinge lernen sollen. Die drei Schlagwörter „Jobrotation“, „Jobenrichment“ und „Jobenlargement“ sind aus arbeitswissenschaftlicher wie auch aus personalwirtschaftlicher Sicht positiv zu sehen, haben aber neben den Vorteilen höherer Flexibilität und Reagibilität auf Kunden- und Marktanforderungen qua erhöhter qualitativer Redundanz im System unter anderem den Nachteil, dass neue, unproduktive Einarbeitungszeit entsteht. Arbeitspolitik und -verwaltung der meisten Länder stellen hierfür in der Regel Förderinstrumente bereit, die von Personalverantwortlichen mit der Bereitschaft zur Informierung genutzt werden können. Auf längere Sicht können bei sachkundiger Einführung die deutlichen Vorteile eventuelle Nachteile für das Unternehmen überwiegen.